# Acrochordonichthys gyrinus
Acrochordonichthys gyrinus es una especie de pez de la familia Akysidae en el orden de los Siluriformes.

## Morfología
• Los machos pueden llegar alcanzar los 10 cm de longitud total.
- Número de  vértebras: 39.[1][2]

## Alimentación
Come crustáceos y organismos  bentónicos.

## Distribución geográfica
Se encuentra en el Sudeste asiático: cuenca del río Chao Phraya en Tailandia.